# Octaviano Rodrigues de Moraes
Octaviano Rodrigues de Moraes (Campinas (GO) 22 de novembro 1894 - 22 de agosto 1936), Foi um deputado estadual de Goiás que vinha da prominente família Rodrigues de Moraes.  

## Biografia
Octaviano foi um Deputado Estadual de Goiás entre 1913 até a revolução de 1930, quando Vargas tomou o poder. Durante várias legislações Octaviano serviu junto com seus irmãos Francisco de Assis Moraes e José Rodrigues de Moraes Filho, todos fazendo parte do Partido Democrata.
Era membro da família Rodrigues de Moraes, do ramo descendente dos Curado. Seus Irmãos influentes eram Andrelino Rodrigues De Moraes, Francisco de Assis Moraes e José Rodrigues de Moraes Filho. 